# Medal Zasługi Narodowego Systemu Obrony Republiki Litewskiej
Medal Zasługi Narodowego Systemu Obrony Republiki Litewskiej (lit. Lietuvos Respublikos krašto apsaugos sistemos medalis "Už nuopelnus") – litewskie wojskowe odznaczenie resortowe. 
Jest to najwyższe odznaczenie szczebla Narodowego Systemu Obrony Republiki Litewskiej i nadawane jest za wybitne zasługi dla rozwoju i wzmocnienia obronności kraju, oraz za długoletnią pracę i służbę wojskową.
Medal mogą otrzymać żołnierze zawodowej służby wojskowej, aktywni żołnierze służby rezerwowej, a także (w wyjątkowych przypadkach) żołnierze obcych armii za zasługi dla rozwoju i wzmocnienia narodowego systemu obronnego i jego wartości bojowej, a także za zasługi dla integracji systemu obronnego ze strukturami euroatlantyckimi (NATO).

## Insygnia
Oznaką medalu jest srebrny krzyż o rozdwajających się, prostych ramionach, pomiędzy którymi widnieją złocone promienie. Na krzyż nałożona jest emaliowana na czerwono tarcza z herbem Republiki Litewskiej.
Oznaka zawieszona jest na białej wstążce o szerokości 32 mm z dwoma czerwono-złoto-czerwonymi paskami (w proporcjach 4:3:2) o szerokości 9 mm po bokach, odsuniętymi od krawędzi o 1 mm (paski złote są przesunięte w stronę środka wstążki).